# فرودگاه فلین فلون
فرودگاه فلین فلون (به انگلیسی: Flin Flon Airport) یک فرودگاه همگانی باربری با کد یاتا YFO است که یک باند فرود آسفالت دارد و طول باند آن ۱٬۵۲۵ متر است. این فرودگاه در کشور کانادا قرار دارد و در ارتفاع ۳۰۴ متری از سطح دریا واقع شده است.

## شرکت‌های هواپیمایی و مقصدهای پروازی
| شرکت‌های هواپیمایی | مقصدهای پروازی                                |
| ----------------- | --------------------------------------------- |
| Calm Air          | پاس، تامپسون، وینیپگ جیمز آرمسترانگ ریچاردسون |
| Missinippi Air    | پاس، ساسکاتون جان گ. دیفنبکر                  |